# Sistelo (España)
Sistelo es una aldea española situada en la parroquia de Meigente, del municipio de Sarria, en la provincia de Lugo, Galicia.

## Demografía
| Gráfica de evolución demográfica de Sistelo entre 2000 y 2021 |
|                                                               |
| Datos según el nomenclátor publicado por el INE.              |